# Giulio Migliaccio
Giulio Migliaccio (Mugnano di Napoli, 23 de junio de 1981) es un futbolista profesional  Italiano. Actualmente se desempeña como mediocampista del Atalanta de la Serie A italiana. 
A pesar de jugar como mediocampista, a veces oficia de back central.

## Selección nacional
Ha sido internacional con la Selección de fútbol de Italia Sub-20.

## Trayectoria
| Club                | País   | Año       |
| ------------------- | ------ | --------- |
| FC Savoia           | Italia | 1998-1999 |
| FC Puteolana        | Italia | 1999-2000 |
| Bari                | Italia | 2000-2001 |
| SSC Giugliano       | Italia | 2001-2003 |
| Ternana             | Italia | 2003-2005 |
| Atalanta            | Italia | 2005-2007 |
| Palermo             | Italia | 2007-2012 |
| Fiorentina (cedido) | Italia | 2012-2013 |
| Atalanta            | Italia | 2013-2017 |

## Palmarés

### Campeonatos nacionales
| Título  | Club            | País   | Año     |
| ------- | --------------- | ------ | ------- |
| Serie B | Atalanta Calcio | Italia | 2005-06 |